# Taivassalo
Taivassalo (Tövsala en suédois) est une municipalité du sud-ouest de la Finlande, dans la province de Finlande occidentale et la région de Finlande du Sud-Ouest.

## Géographie
La municipalité de Taivassalo a 1 692 habitants (31 décembre 2024) pour une superficie de 217,67 km2 dont 1,64 km2 d'eau douce.
Taivassalo est située en plein cœur de l'archipel finlandais, le village se situant à environ 50 km de la capitale provinciale Turku par la route.
Les communes limitrophes sont Kustavi à l'ouest, Uusikaupunki au nord, Vehmaa au nord-est, mais aussi au-delà de bras de mer Askainen au sud-est et Velkua au sud.

## Histoire
La fondation de la communauté est largement mythique. En 1155, l'évêque Henri d'Uppsala débarque dans la région à la tête de la première croisade suédoise. Si les choses se termineront tragiquement pour lui quelques mois plus tard (voir Köyliö), il évangélise plusieurs villages dont l'un serait l'actuelle Taivassalo. La commune a donc fêté en fanfare ses 850 ans en 2005 malgré le peu de preuves historiques.
Quelques années après est construite une église en bois, et l'église de pierre est édifiée par étapes entre la fin du XIIIe siècle et le XVe siècle. Taivassalo devient ensuite une paisible communauté, largement dépendante de la pêche  et du commerce transbaltique.

## Démographie
Depuis 1980, la démographie de Taivassalo a évolué comme suit,:
| Année      | 1980  | 1985  | 1990  | 1995  | 2000  | 2005  |
| ---------- | ----- | ----- | ----- | ----- | ----- | ----- |
| population | 2 012 | 2 034 | 1 976 | 1 896 | 1 821 | 1 742 |

| Année      | 2010  | 2015  | 2020  |
| ---------- | ----- | ----- | ----- |
| population | 1 700 | 1 633 | 1 644 |

## Politique et administration

### Conseil municipal
Les sièges des 17 conseillers municipaux sont répartis comme suit:
| Parti     | Parti                              | Sièges 2021–2025 |
| --------- | ---------------------------------- | ---------------- |
|           | Parti social-démocrate de Finlande | 0                |
|           | Vrais Finlandais                   | 2                |
|           | Parti de la Coalition nationale    | 6                |
|           | Parti du centre                    | 8                |
|           | Alliance de gauche                 | 1                |
| Sources : |                                    |                  |

### Subdivisions
Les villages de Taivassalo sont: Ahainen, Hakkenpää, Halesmäki, Helsinki, Hilloinen, Huitila, Hurunkorpi, Huukainen, Hylkilä, Hyövelä, Ihattula, Inkeranta, Isokorpi, Isosärkilä, Järppilä, Järvenperä, Kahiluoto, Kaitainen, Karhula, Kaustio, Keräsaari, Ketarsalmi, Kirkonkylä, Koivisto, Kouvoinen, Kummila, Kurjala, Kyrö, Lahdenperä, Leikluoto, Lemmetyinen, Lempoinen, Liittinen, Marjunen, Mierla, Mussalo, Onnikmaa, Palo, Pappila, Paltvuori, Punttinen, Rouhu, Sannainen, Santala, Sarsala, Taipale, Tammisto, Toroinen, Touppa, Tuomarainen, Tuomoinen, Uskoinen, Uurna, Vainionperä, Vehas, Viianen, Vuorenpää, Vuorte, Vähäsärkilä.
La seule conurbation de Taivassalo est Taivassalon kirkonkylä.

## Transports
Taivassalo est reliée à Pyhäranta par la seututie 196 et à Raisio par la seututie 192.
Taivassalo est sur la route périphérique de l'archipel.

## Jumelages
- Samsø (Norvège)
- Risør (Norvège)
- Kungälv (Suède)
- Sõmerpalu (Estonie)
- Höfn (Islande)